# Mugil gyrans
Mugil gyrans is een straalvinnige vissensoort uit de familie van harders (Mugilidae). De wetenschappelijke naam van de soort is voor het eerst geldig gepubliceerd in 1884 door Jordan & Gilbert.